# Leo Sontag
Leo Ludwig August Eugen Sontag (Minden, 8. lipnja 1857. – Hamburg, 13. srpnja 1929.) je bio njemački general i vojni zapovjednik. Tijekom Prvog svjetskog rata zapovijedao je s više divizija, te Alpskim korpusom na Istočnom, Zapadnom i Rumunjskom bojištu

## Vojna karijera
Leo Sontag rođen je 8. lipnja 1857. u Mindenu. Sin je Guida Philippa Sontaga, inače general bojnika u pruskoj vojsci, i Karoline Sontag rođene Hofmann. U prusku vojsku stupio je kao kadet, te je služio u 34. pomeranijskoj pukovniji. U studenom 1884. dostiže čin poručnika, dok od veljače 1885. služi u 11. lovačkoj bojnoj u Marburgu. Od kolovoza 1888. raspoređen je na službu u 66. pješačku pukovniju, nakon čega zapovijeda satnijom u Časničkoj školi u Weilburgu. U prosincu 1889. promaknut je u čin satnika, nakon čega od ožujka 1891. zapovijeda satnijom u 76. pješačkoj pukovniji. Od srpnja 1892. zapovijeda Pješačkom streljačkom školom u Spandauu, da bi u svibnju 1899. bio unaprijeđen u čin bojnika te preraspoređen na službu u 164. pješačku pukovniju.
U siječnju 1901. premješten je u 19. pješačku pukovniju gdje zapovijeda bojnom, da bi u siječnju 1906. bio promaknut u čin potpukovnika. Od travnja 1906. služi u stožeru 34. pomeranijske pukovnije, nakon čega je u listopadu 1908. imenovan najprije privremenim, a u siječnju 1909. i trajnim zapovjednikom 66. pukovnije smještene u Magdeburgu. Istodobno s tim imenovanjem promaknut je u čin pukovnika. U studenom 1909. postaje zapovjednikom Pješačke streljačke škole u Potsdamu, na čijem čelu se nalazi do travnja 1912. kada je imenovan zapovjednikom 33. pješačke brigade uz istodobno promaknuće u čin general bojnika. U listopadu te godine postaje glavnim inspektorom za lovačke i streljačke postrojbe zamijenivši na tom mjestu Alfreda von Larischa na kojem položaju se nalazi sve do početka Prvog svjetskog rata.

## Prvi svjetski rat
Na početku Prvog svjetskog rata Sontagu je dodijeljeno zapovjedništvo nad 41. pješačkom divizijom koja se na Istočnom bojištu nalazila u sastavu 8. armije. Zapovijedajući navedenom divizijom sudjeluje u velikoj njemačkoj pobjedi u Bitci kod Tannenberga. Početkom listopada preuzima zapovjedništvo nad 18. pričuvnom divizijom koja se nalazila na Zapadnom bojištu. U ožujku 1915. promaknut je u čin general poručnika, da bi u lipnju te iste godine bio imenovan zapovjednikom 56. pješačke divizije. S navedenom divizijom u rujnu i listopadu sudjeluje u Drugoj bitci u Champagni u kojoj je divizija pretrpjela teške gubitka. Nakon reorganizacije i popune divizija se u prosincu vraća na položaje u Champagni.
U travnju 1916. Sontag postaje zapovjednikom 113. pješačke divizije s kojom sudjeluje u Drugoj bitci na Aisnei nakon čega je siječnju 1917. divizija raspoređena u pričuvu Armijskog odjela B. Navedenom divizijom zapovijeda do travnja 1917. kada je imenovan zapovjednikom Alpskog korpusa zamijenivši na tom mjestu Konrada Kraffta von Dellmensingena. Alpskim korpusom zapovijeda do rujna 1917. kada postaje zapovjednikom 5. ersatzke divizije kojom je do tada zapovijedao Gerhard Tappen. Navedenom divizijom zapovijeda svega dva mjeseca, do studenog 1917., kada je stavljen na raspolaganje.

## Poslije rata
Sontag do kraja rata nije dobio novo zapovjedništvo. U kolovozu 1919. je dobio počasni čin generala pješaštva. Preminuo je 13. srpnja 1929. godine u 73. godini života u Hamburgu.   

## Vanjske poveznice
(eng.) Leo Sontag na stranici Prussianmachine.com

(eng.) Leo Sontag na stranici Axishistory.com